# Florence (Alabama)
Florence város az USA Alabama államában, Lauderdale megyében, melynek megyeszékhelye is. Lakosainak száma 40 184 fő (2020. április 1.).

## Népesség
A település népességének változása:

| 2010 | 39 319 |
| 2020 | 40 184 |